# George Robinson, 1. Marquess of Ripon

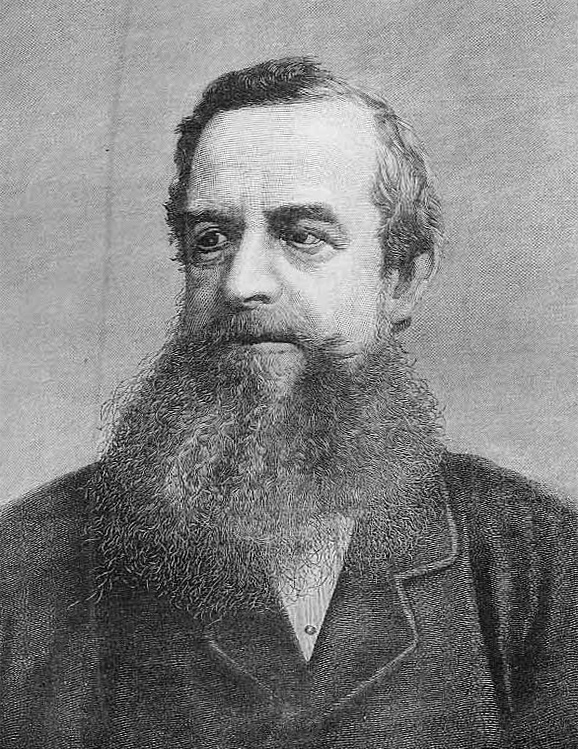
Porträt aus der Zeit als Vizekönig von Indien, aus einer Illustrierten von 1880

George Frederick Samuel Robinson, 1. Marquess of Ripon KG, GCSI, CIE, PC (* 24. Oktober 1827 in London; † 9. Juli 1909 in Studley Royal, Ripon, North Yorkshire) war ein britischer Staatsmann und Diplomat. Er war Mitglied der Whig-Partei, die 1859 in der Liberal Party aufging.

## Leben
Als zweiter Sohn des konservativen Premierministers Frederick John Robinson, 1. Viscount Goderich (später Earl Ripon) und Sarah Louisa Albinia (geb. Hobart) wurde er 1827 in Downing Street No. 10 in London geboren.
Am 8. April 1851 heiratete er seine Cousine Henrietta Ann Theodosia Vyner. Aus dieser Ehe stammen zwei Kinder: Frederick Oliver und Mary Sarah.
Seine politische Laufbahn begann er 1852 als Abgeordneter im Unterhaus für den Wahlkreis Kingston upon Hull. Anschließend wurde er für die Wahlkreise Huddersfield (1853–57) und West Riding of Yorkshire (1857–59) wiedergewählt. Am 14. November 1859 wurde er als Erbe seines Vaters Träger der Titel Earl of Ripon und Viscount Goderich und damit als Peer Mitglied des Oberhauses, des House of Lords. Im Laufe dieses Jahres wurde er als Erbe eines Cousins Träger des älteren Titels Earl de Grey.
Seit 1861 bis zu seinem Tod war er Kabinettsmitglied in jeder liberalen Regierung. 1863–1866 war er Kriegsminister, 1866 Indienminister (Secretary of State for India) und 1868–1873 Lord President of the Council (Vorsitzender des Privy Councils, eines Beratungsgremiums des Monarchen).
Als Oberhaupt einer im Mai 1871 in die US-amerikanische Hauptstadt Washington, D.C. entsandten Delegation handelte er den Washington-Vertrag aus, der Streitpunkte zwischen den beiden Staaten ausräumte und einen drohenden Krieg verhinderte. Hauptstreitpunkt waren amerikanische Forderungen in der Alabamafrage, die Irische Republikanische Bruderschaft (Fenian Brotherhood), die aus den USA operierte, und Grenzstreitigkeiten mit dem neuen britischen Dominion Kanada. Nach dem erfolgreichen Vertragsabschluss wurde für ihn der Titel des Marquess of Ripon geschaffen, den er am 23. Juni 1871 erhielt.
Ab 1870 war Ripon Großmeister der englischen Freimaurerlogen, bis er sein Amt 1874 plötzlich niederlegte. Am 4. September 1874 trat er zum Katholizismus über und engagierte sich in der Folge in vielen römisch-katholischen Organisationen.
Von 1880 bis 1884 war er Vizekönig von Indien. Dort versuchte er, das nach seinem Sekretär benannte Gesetz Ilbert Bill einzuführen, das der indischen Bevölkerung größere Rechte einräumen sollte, u. a. das Recht indischer Richter, über Europäer Recht zu sprechen. Da die Briten fürchteten, die rechtliche Oberhand in Indien zu verlieren, blieb dieser Plan jedoch erfolglos.
1886 war er Erster Lord der Admiralität, 1892 bis 1895 Kolonialminister (Secretary of State for the Colonies). Von 1905 bis 1908 war er Lordsiegelbewahrer und Leader of the House of Lords. Der ehemalige Nilwasserfall Ripon Falls war nach ihm benannt.